# Rapport sexuel
Pour des articles plus généraux, voir Relation humaine et Sexualité humaine.
Cet article concerne principalement les aspects humains. Pour le rapport sexuel chez les animaux, voir Copulation.
« Coït » et « Faire l'amour » redirigent ici. Pour les autres significations, voir Coit et Faire l'amour (homonymie).
 (novembre 2020).
Si vous disposez d'ouvrages ou d'articles de référence ou si vous connaissez des sites web de qualité traitant du thème abordé ici, merci de compléter l'article en donnant les références utiles à sa vérifiabilité et en les liant à la section « Notes et références ».

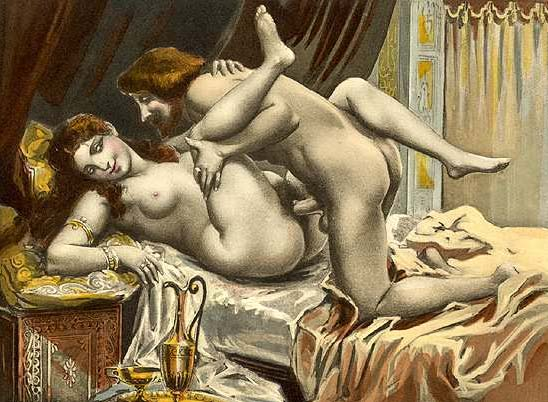
Les Sonnets luxurieux de Pierre l'Arétin, illustrés par une scène de rapport sexuel avec pénétration vaginale (illustration de Paul Avril), 1892.

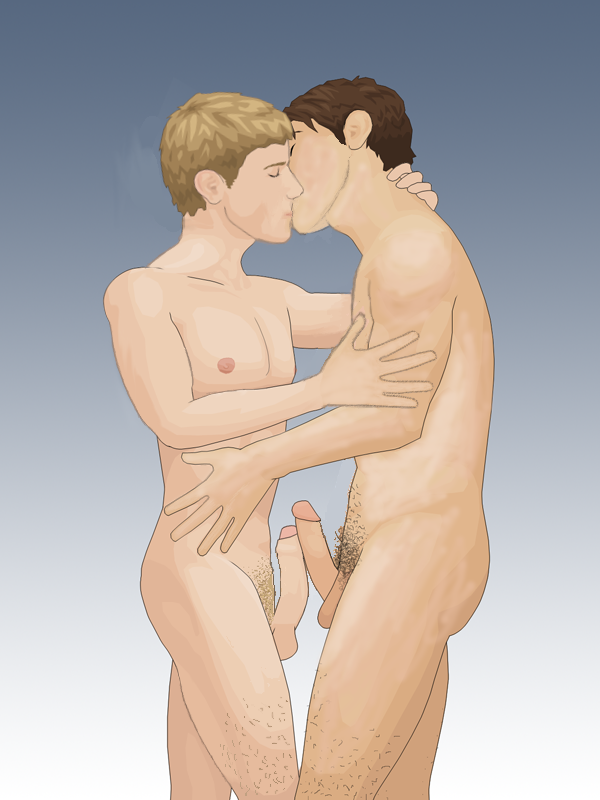
Deux hommes pratiquant le frottage de leurs pénis l'un contre l'autre.

Un rapport sexuel est une activité sexuelle pour le plaisir sexuel, la reproduction ou les deux, entre deux personnes ou plus. Il vise généralement à stimuler l'appareil génital féminin ou l'appareil génital masculin, et peut être pratiqué entre personnes de sexes différents ou du même sexe.
Un rapport sexuel consiste en plusieurs phases, même si aucune n'est indispensable : le désir sexuel, l'excitation sexuelle, des pratiques sexuelles, l'orgasme et la résolution.
Les termes « copulation » et « fornication » ont également des sens proches, mais spécifique dans le cas du premier (terme de biologie, et plus particulièrement d'entomologie) et connoté, voire péjoratif dans le cas du second.

## Définitions et étymologie
Les expressions « rapport sexuel », « relation sexuelle » et « faire l'amour » sont couramment utilisées pour désigner, souvent de manière implicite et sous-entendue, la pénétration vaginale hétérosexuelle,. Par extension, ces expressions générales englobent les actes non pénétratifs (parfois appelés préliminaires) et désignent également la pénétration anale, homo- ou hétérosexuelle. Une variété de pratiques hétérosexuelles, de pratiques sexuelles entre femmes et de pratiques sexuelles entre hommes sont également présentes.
Le coït, du latin coire « aller ensemble » (de cum « avec » et ire « aller »), est l'accouplement du mâle avec la femelle. Bien que la signification première du mot coït soit la pénétration du pénis dans le vagin, il est également souvent utilisé pour désigner la pénétration dans d'autres orifices du corps comme l'anus ou la bouche.
La copulation, du latin copulatio « union », est l'accouplement du mâle avec la femelle chez les animaux à fécondation interne. Ce terme est parfois utilisé de manière humoristique ou péjorative pour désigner l'accouplement de la femme et de l'homme.
La définition de ce qui constitue un rapport sexuel varie selon les cultures, les époques et les individus ; elle est surtout liée aux normes sociales.
Pour le philosophe Norbert Campagna, le rapport sexuel se définit par l’intentionnalité : un attouchement ou un examen médical génital sans intention de procurer du plaisir sexuel n'est pas un acte sexuel. Un rapport sexuel inclut généralement les organes génitaux, mais pas nécessairement : il peut se faire avec d'autres parties du corps humain.

## Historique

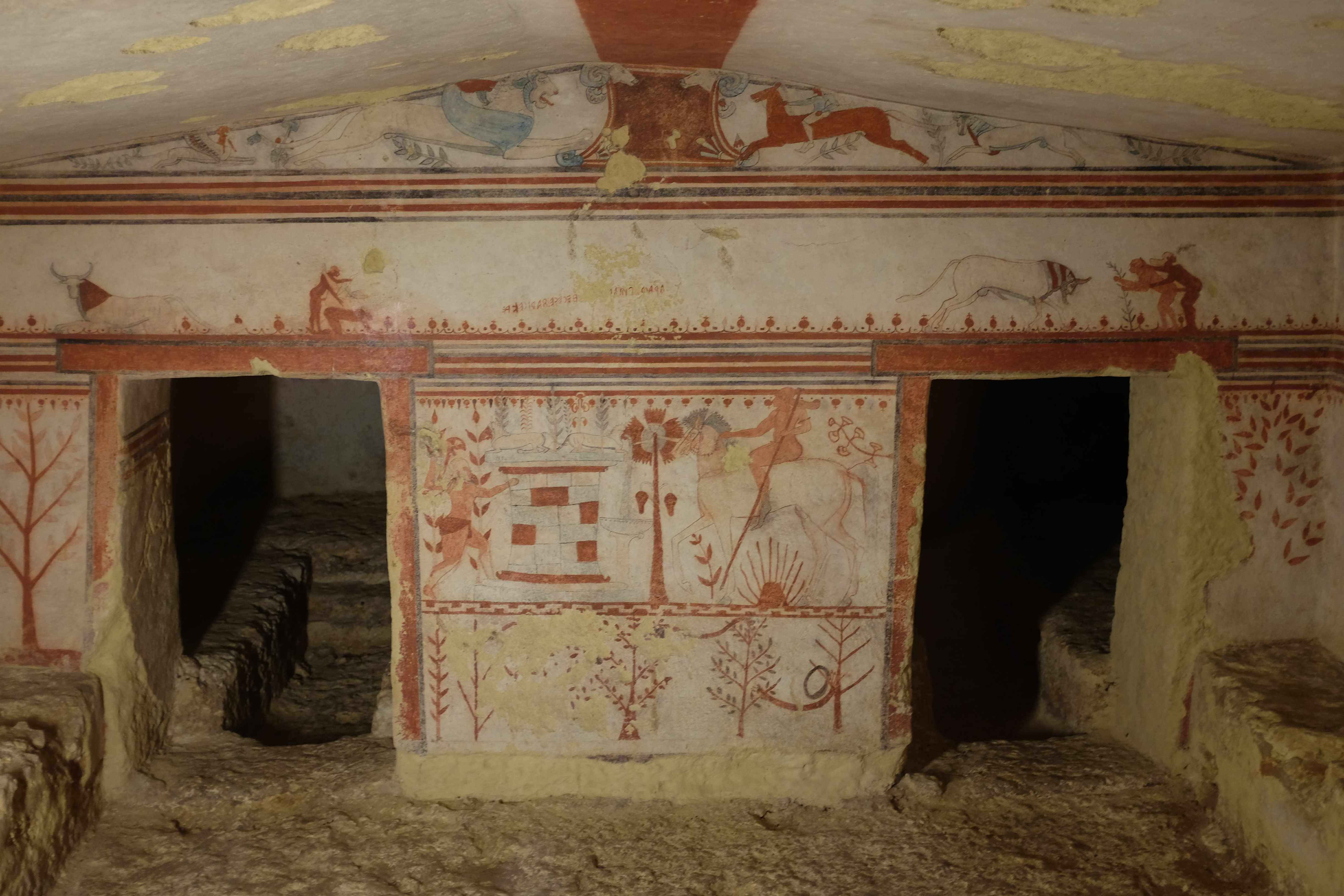
La tombe des Taureaux montrant des accouplements.

Les relations sexuelles chez les Grecs s'inscrivent dans un contexte social contraignant et sont très dépendantes du statut social des partenaires. Elles font l'objet de réflexions morales de la part des philosophes comme Aristote ou Platon. Ces derniers, selon Michel Foucault, les analysent, non sous l'angle de l'acte lui-même, du désir ou du plaisir, mais de la dynamique examinée selon deux grandes variables, qualitative (comportement sexuel) et quantitative (degré d'activité que traduisent le nombre et la fréquence des actes).
Dès le haut Moyen Âge dans les pays de la chrétienté, les autorités religieuses codifient les positions sexuelles permises et définissent « les jours et les périodes durant lesquelles les relations sexuelles sont prohibées. Au VIIe siècle, en additionnant dimanches, jours fériés, fêtes religieuses, jeûnes, périodes de grossesse et de relevailles, les rapports sexuels entre époux sont interdits pendant 273 jours par an. Au XVe siècle, l'abstinence sexuelle sera ramenée à 120 jours ».

## Pratiques
(novembre 2020).
Il existe de très nombreuses possibilités de rapports sexuels, la frontière peut être sujette à d'innombrables débats. Au sens strict, le rapport sexuel doit tout de même faire intervenir les organes sexuels d'au moins un des partenaires[réf. nécessaire].

### Branlette espagnole, footjob
La branlette espagnole ou cravate de notaire est un acte sexuel pratiqué en couple, consistant à masturber le pénis d'un des partenaires entre les seins de l'autre.
Le footjob ou branlette thaïlandaise, désigne une pratique sexuelle effectuée avec les pieds.

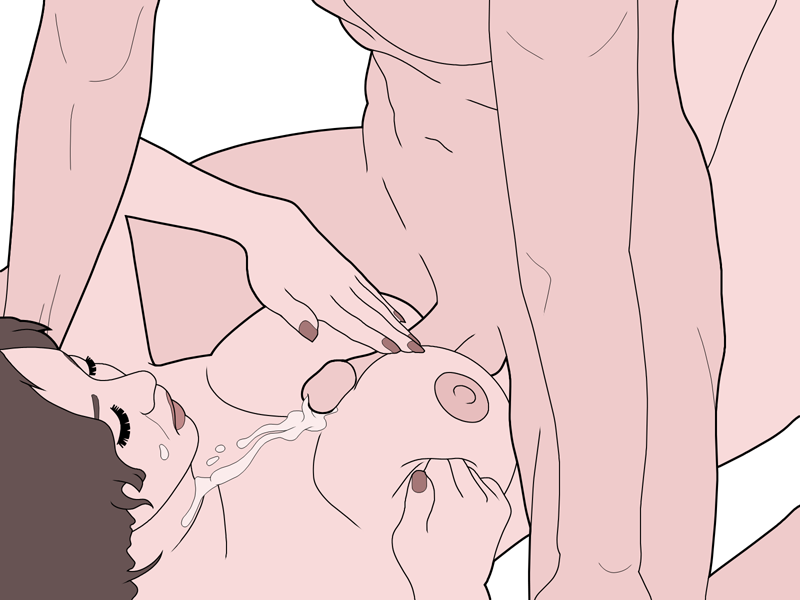
Branlette espagnole.
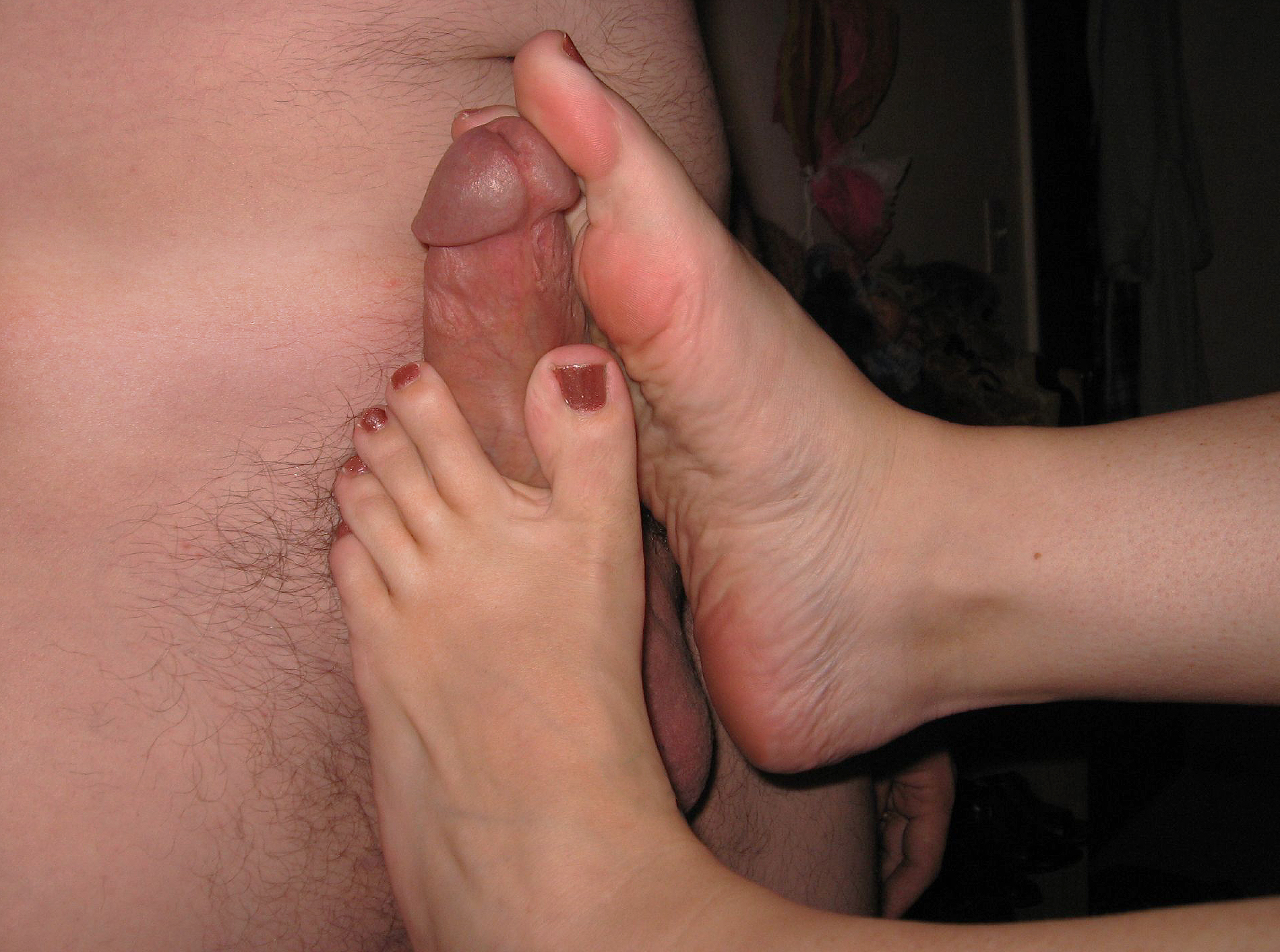
Footjob.

### Rapports anaux
La sodomie est un rapport sexuel qui consiste en une pénétration de l'anus du ou de la partenaire, généralement avec le pénis ou à l'aide d'un objet, comme un godemichet.

### Rapports buccaux

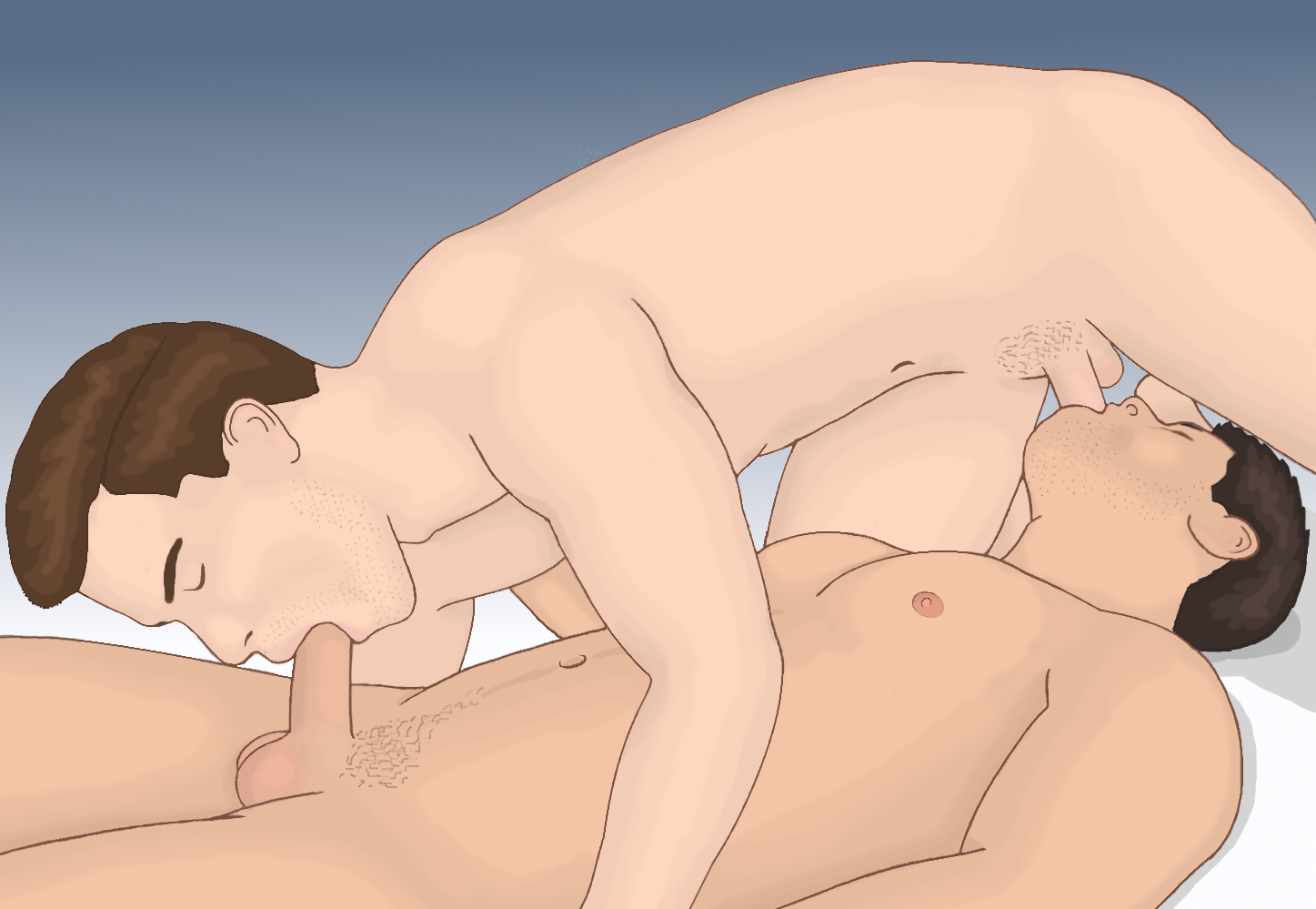
Deux hommes pratiquant une fellation mutuelle en position 69.

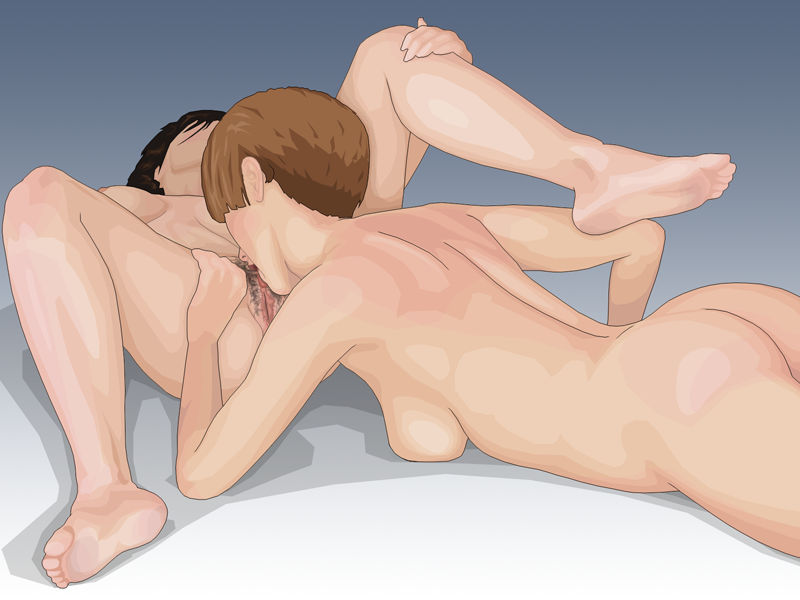
Femme effectuant un cunnilingus à sa partenaire sexuelle.

Le baiser, la succion et le léchage (soit avec la bouche et/ou la langue) portent des noms différents en fonction des parties du corps concernées : le cunnilingus pour la vulve, l'anulingus pour l’anus et la fellation pour le pénis. Ces activités sont généralement considérées comme des préliminaires, toutefois l'irrumation lors de la gorge profonde constitue une forme de coït dite coït buccal.

### Rapports avec jouets
Outils qui peuvent être utilisés lors d'un rapport sexuel; pour stimuler des parties sensibles du corps (vagin, clitoris, gland du pénis, prostate, anus…) plus ou moins accessibles (point G), Les commerces spécialisés proposent de nombreux jouets et accessoires sexuels. Les plus célèbres sont les boules de geisha, les canards vibrants et les godemichets. Le gode ceinture ou harnais godemichet permet ainsi à une femme d'avoir des rapports évoquant très directement la pénétration masculine.

### Rapport vaginal
Au sens strict, le coït vaginal consiste en la pénétration du pénis (en érection) dans le vagin. Le terme de pénétration induisant le caractère actif du partenaire qui l'effectue et la passivité de l'autre, le néologisme « circlusion », inventé en 2016 par l'autrice allemande Bini Adamczak et popularisé en France en 2019 par l’auteur Martin Page (sans être pour autant entré dans le langage courant), est utilisé pour décrire l'activité du ou de la partenaire qui effectue l'action en sens inverse, c'est-à-dire en faisant entrer le pénis dans son vagin ou son rectum,.
Le coït en lui-même se caractérise par des mouvements entre le pénis et le vagin qui stimulent réciproquement les zones génitales des deux partenaires. Outre cette stimulation physique, le prolongement des actes de types préliminaires (cf. supra) ouvre sur un plaisir qui dépendra également de nombreux autres facteurs environnementaux. Si l'on peut souligner parfois l'idée d'habileté des partenaires, ce facteur n'est pas plus déterminant que certaines conditions psychologiques[réf. nécessaire].
La pénétration peut être pénible et douloureuse pour les deux partenaires si les deux organes (vagin/pénis) sont trop étroit/large ou court/allongé ou tendu/mou l'un par rapport à l'autre ou si les organes sont insuffisamment lubrifiés. Le vagin, la vulve et le gland du pénis se lubrifient naturellement lorsqu'il y a excitation, mais cette lubrification peut être insuffisante. Chez la femme vierge, la pénétration est souvent inconfortable, voire douloureuse, en raison de l'appréhension de l'acte ou du déchirement de l'hymen. Chez la femme ménopausée, le vagin peut être atrophié et sec (ce phénomène est contrecarré par le traitement hormonal). Pour plus de confort, on peut utiliser des lubrifiants intimes artificiels, notamment des gels à base d'eau.
Le coït peut se pratiquer dans diverses positions ; le choix de la position dépend des anatomies, des goûts, des circonstances et des envies des partenaires. La plus habituelle est la position du missionnaire : la femme est allongée sur le dos et l'homme s'allonge entre ses cuisses écartées. La femme peut être active dans l'acte de pénétration, par exemple chevauchant l'homme allongé sur le dos.

### Importance de l'orgasme
L'orgasme est généralement considéré comme le sommet du plaisir marquant la fin du rapport sexuel. Dans certaines formes de sexualités, comme le tantra, l'orgasme peut ne pas être recherché comme ultime but, afin de prolonger et approfondir culturellement la sensualité et le plaisir.

## Phases physiologiques
Le gynécologue William Masters et la psychologue Virginia Johnson ont défini quatre phases de la réponse sexuelle humaine dans un ouvrage de référence intitulé Les réactions sexuelles en anglais : Human Sexual Response. À ces phases, le docteur Helen Singer Kaplan a ajouté celle du désir sexuel.
D'après ces auteurs, les différentes phases sont, par ordre : le désir sexuel, l'excitation sexuelle, le plateau, l'orgasme et la résolution. Ces différentes phases, observables aussi bien chez l'homme que chez la femme, se manifestent par des variations physiologiques et humaines.
William Masters et Virginia Johnson ont observé et mesuré avec des appareils spécialisés plus de 10 000 réponses sexuelles auprès de 694 hommes et femmes. Ils ont montré que le pénis de l'homme et le clitoris de la femme étaient les principales régions du corps à l’origine du plaisir sexuel.

### Variations physiologiques observées

#### Phase de désir
- Léger gonflement des organes génitaux

#### Phase d'excitation
- Chez la femme :
  - Lubrification des parois du vagin
  - Augmentation du volume du clitoris
  - Érection des mamelons
  - Augmentation du volume des seins
- Chez l'homme :
  - Érection du pénis
  - Érection des mamelons

#### Phase du plateau
- Chez la femme :
  - gonflement des mamelons
  - augmentation de la respiration, du rythme cardiaque et de la pression sanguine
  - disparition du gland du clitoris sous son capuchon (il se rétracte)
  - gonflement et augmentation du volume des petites lèvres
- Chez l'homme :
  - augmentation de la circonférence du pénis
  - élargissement des testicules et poursuite de leur élévation tout près du muscle périnée

Il est également observé chez de nombreux hommes et de nombreuses femmes :
- une vasodilatation se traduisant par une rougeur du visage, un triangle rouge sur la poitrine, etc., avec toutes les variations individuelles ;
- Un rétrécissement du champ visuel et un rétrécissement du champ auditif ;
- Un accroissement de la transpiration.

#### Orgasme
Des contractions répétées au niveau du vagin ou du pénis toutes les 0,8 seconde. « Après les quatre à six premières, celles-ci diminueront en force et en fréquence ». L'orgasme chez certaines personnes s'accompagne de manifestations sonores plus ou moins intenses et plus ou moins discrètes (cris, soupirs, gémissements, couinement, râles, etc.).
L'orgasme est plus physiologiquement identifiable chez l'homme avec l'éjaculation. Il est parfois moins lisible chez la femme.
L'idée d'un orgasme féminin identique à celui de l'homme est très ancrée dans les comportements sexuels. L'orgasme s'identifie alors comme des spasmes du vagin, généralement accompagnés par une intense lubrification ; il est particulièrement remarquable dans le cas relativement rare des femmes dites fontaines pour lesquelles on parle d'éjaculation féminine (expulsion en jet surtout d'urine et de liquide provenant de la vessie, accompagnée d'une faible sécrétion des glandes de Skene).

#### Phase de résolution
Les organes génitaux reprennent leur apparence initiale peu à peu.

## Normes et limites des rapports

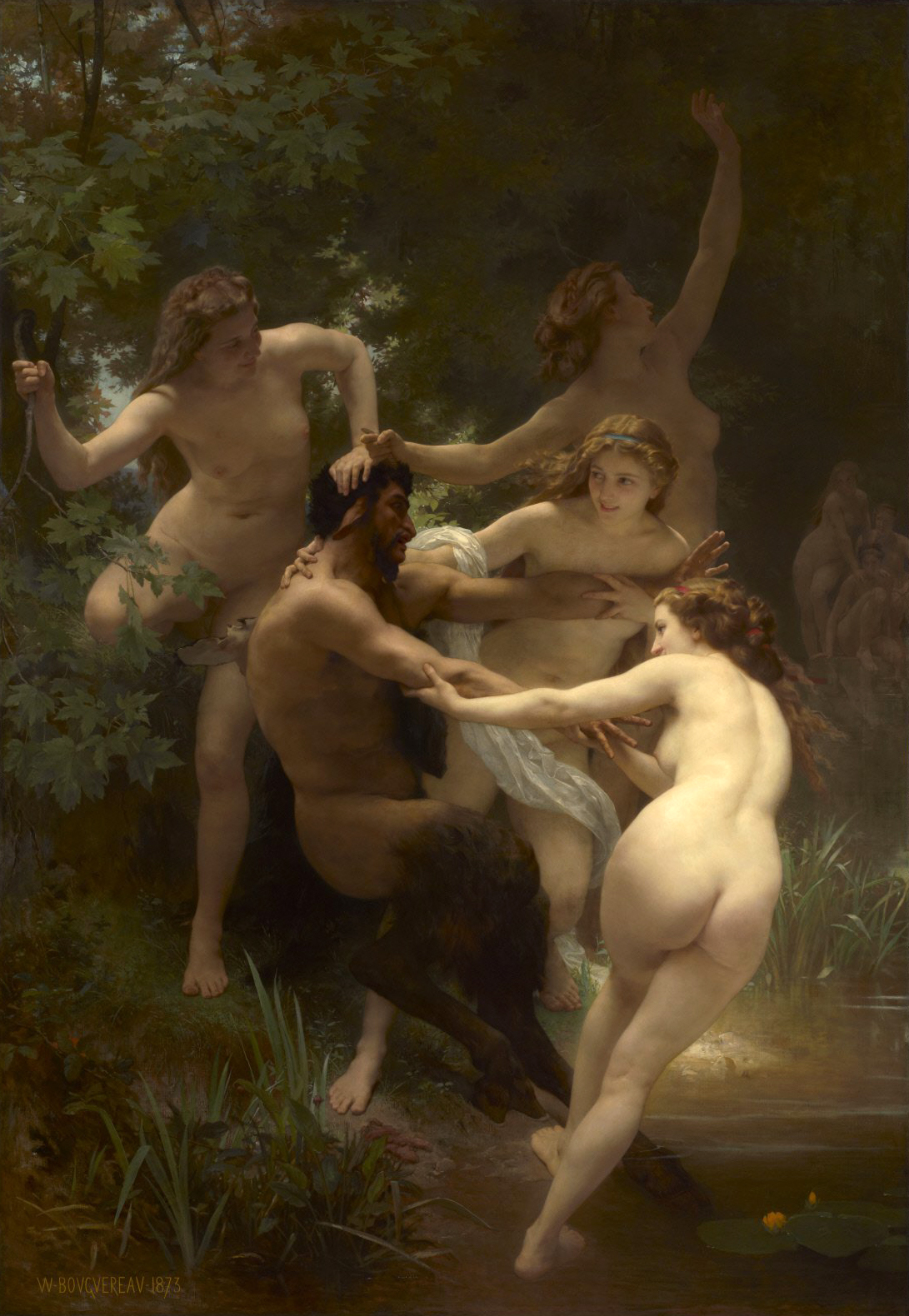
Si le XIXe siècle met en place les normes des « bonnes mœurs », ce tableau de 1873 figurant des nymphes assaillant un faune de William Bouguereau inverse de manière narquoise la distribution alors admise des rôles.

Indépendamment des variations personnelles, culturelles, sociales, ou tenant à l'orientation sexuelle des individus, les rapports sexuels de la très grande majorité des personnes, dans les sociétés occidentales, consistent en une pénétration vaginale avec un partenaire de sexe opposé, associé à des caresses décrites comme des préliminaires. En France, cela représente 96 % des pratiques sexuelles. Les autres pratiques représentent entre 3 et 8 % chez les personnes interrogées à propos de leur dernier rapport sexuel.

### Référents de la définition
L'ex-président des États-Unis Bill Clinton, interrogé au sujet d'éventuelles relations extraconjugales, a répondu qu'il n'avait pas eu de rapport sexuel avec Monica Lewinsky en arguant du fait que sa définition (personnelle) reposait sur un rapport strictement vaginal. Cette activité sexuelle, très médiatisée à l'époque, pose la question de la définition du « rapport sexuel » ou des « relations sexuelles ».

### Paraphilie
Les paraphilies ne désignent pas des rapports sexuels, mais une attirance ; cependant, sans passer à la réalisation physique dans un rapport sexuel, l'individu paraphilie peut souffrir de ses attirances du fait d'une réprobation par son environnement social. C'est pourquoi certains spécialistes classent quelques paraphilies parmi les maladies psychiatriques. Dans le cas du passage à l'acte, ces « déviances » peuvent poser des problèmes d'ordres moraux et juridiques. Si, par exemple, la gérontophilie – soit l'attirance sexuelle pour des personnes du troisième âge – est tolérable, celle pour des animaux (autres qu'humains, la zoophilie) sera souvent prohibée, tout comme la nécrophilie (pour les cadavres) ainsi que la scatophilie (pour les excréments). Le cas le plus délicat et le plus sévèrement puni est la pédophilie, soit l'attirance sexuelle d'une personne juridiquement majeure pour des enfants (n'ayant pas atteint leur majorité sexuelle).

### Limites juridiques et culturelles
Certains rapports sexuels sont interdits par la loi ou la morale, soit en tant que tels, soit pour les dommages qu'ils impliquent. Le harcèlement sexuel est également punissable.
Le viol comme rapport sexuel se faisant par l'agression et considérant la violence exercée sur une personne est puni très sévèrement par de nombreux États, parfois même quand il a lieu entre époux (en France). Tous les abus sexuels sur des individus vulnérables ou en situation de vulnérabilité sont réprouvés — en particulier quand il s'agit d'un enfant abusé par un adulte (avec ou sans viol) : on parle d'acte de pédophilie, ce qui constitue en France un abus sexuel sur mineur.
Les rapports sexuels avec un membre de la famille semblent être universellement réprouvés — cette prohibition de l'inceste constitue un point-clef de la sexualité humaine, parfois considéré comme la structure initiale de la société. Tous les rapports sortant de la normativité du coït vaginal sont également susceptibles d'être considérés comme immoraux, en particulier dans la civilisation occidentale : la sodomie, la fellation et/ou le cunnilingus sont parfois jugés comme des « pratiques déviantes » et réprimés pénalement.
Les actes agressifs au sein du couple ne sont pas exceptionnels. Selon une étude menée par la BBC au Royaume-Uni, 38 % des femmes britanniques de moins de 40 ans ont été maltraitées pendant des rapports sexuels (giflées, étranglées, bâillonnées, et/ou se sont fait cracher dessus, contre leur gré). Les violences étaient systématiques pour 8 % des femmes, fréquentes pour 12 %, occasionnelles pour 22 %. Selon l’Institut national d’études démographiques, 0,5 % des femmes françaises déclarent en 2015 avoir subi des violences sexuelles par leur conjoint ou ex-conjoint, au cours des douze derniers mois. En France, les crachats, étranglements, morsures, coups ou ligotages non consentis, sont des violences volontaires, alors qu'injures, insultes, humiliations, propos et comportements attentatoires à la dignité relèvent du harcèlement sexuel.
Pour la plupart des religions établies, le mariage est un cadre strict qui tend à exiger la fidélité sexuelle dans le couple — les rapports hors-mariage sont alors condamnés. Un rapport sexuel entre un homme et une femme non mariés est qualifié de fornication. La fornication est réprimée pénalement dans certains États, avec cependant une certaine inapplicabilité pratique. Un rapport sexuel entre une personne mariée et une autre personne qui n'est pas son époux est nommé adultère. L'adultère est réprimé pénalement dans certains États ; c'est en général un motif de divorce aux torts de celui qui le commet.
L'Église catholique encourage la chasteté entre époux en tant qu'acte d'adoration mutuelle et une théologie du corps enseigne également que l'amour sexuel est un transfert d'Éros en Agapè et qu'il y existe une « théologie de l'orgasme » qui exalte ce plaisir comme étant voulu par Dieu : « Oui, l’eros veut nous élever « en extase » vers le Divin, nous conduire au-delà de nous-mêmes, mais c’est précisément pourquoi est requis un chemin de montée, de renoncements, de purifications et de guérisons ». Ce chemin est l'amour-agapé, l'ouverture vers l'autre « découverte de l’autre, dépassant donc le caractère égoïste qui dominait clairement auparavant. L’amour devient maintenant soin de l’autre et pour l’autre. Il ne se cherche plus lui-même – l’immersion dans l’ivresse du bonheur – il cherche au contraire le bien de l’être aimé » et à travers lui la recherche de l'Amour, de Dieu : « Oui, l’amour est «extase», mais extase non pas dans le sens d’un moment d’ivresse, mais extase comme chemin, comme exode permanent allant du je enfermé sur lui-même vers sa libération dans le don de soi, et précisément ainsi vers la découverte de soi-même, plus encore vers la découverte de Dieu »,.
Au Moyen Âge, l'Église catholique interdisait le rapport sexuel la plupart des lundi et mercredi (jours de jeûne), le vendredi (jour des morts), le samedi (veille du jour du Seigneur), pendant l'Avent ou le Carême, ainsi plus de la moitié de l'année était interdite.

## Chez les animaux

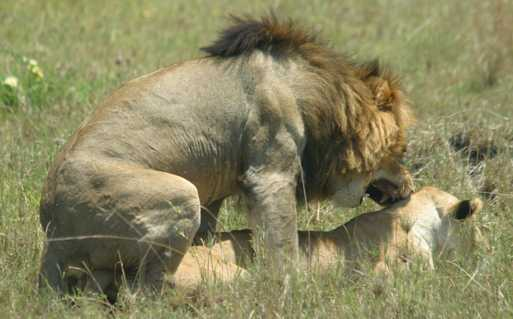
Un couple de lions copulant au Maasai Mara, Kenya.

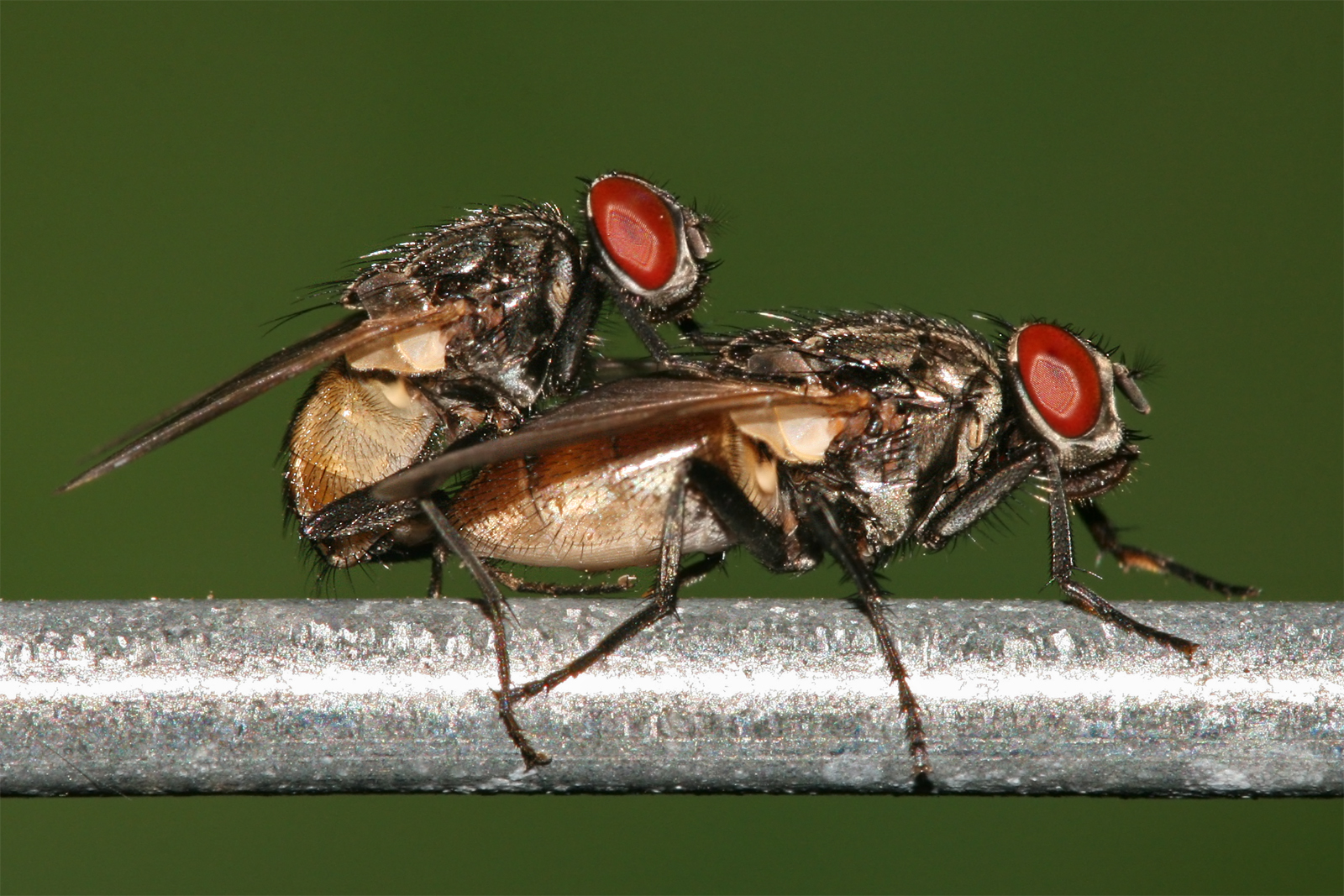
Couple de mouches domestiques.

La fertilisation interne survient chez certains vertébrés (tels que les reptiles, certains poissons, et la plupart des oiseaux) via une copulation cloaquale (voir hémipénis), tandis que les mammifères copulent vaginalement. D'autres vertébrés, dont bon nombre d'animaux aquatiques, ainsi que certains arthropodes terrestres utilisent, quant à eux, la fertilisation externe.
Les humains, les bonobos, les chimpanzés et les dauphins sont des espèces connues pour engager un comportement hétérosexuel même lorsque la femelle n'est pas en chaleur. Ces espèces, parmi d'autres, sont également connues pour engager un comportement bisexuel (un individu pouvant avoir des activités hétérosexuelles et homosexuelles).